# Mein Teil
Singles de Rammstein
Feuer frei! Amerika
Pistes de Reise, Reise
Reise, Reise Dalai Lama
Mein Teil est une chanson réalisée par le groupe allemand Rammstein. C'est le 1er single extrait de l'album Reise, Reise.
Ce titre est inspiré de l'histoire d'Armin Meiwes, surnommé le cannibale de Rotenburg, et de Bernd Jürgen Armando Brandes. Les deux hommes, qui s'étaient rencontrés sur Internet en 2001, avaient décidé d'un commun accord de sectionner le pénis de Brandes, de le cuisiner et de le manger ensemble, tout en filmant la scène. 
Rammstein a composé une chanson à l'image de cet événement, avec un refrain devenu mythique dans certains milieux[réf. nécessaire] : Denn du bist was du isst, und ihr wißt was es ist. Es ist mein Teil - nein, ce qui donne en français : « Car tu es ce que tu manges et vous savez ce que c'est, c'est ma part — non ». Dans "mein Teil", un Allemand entendra aussi "mon membre", mon pénis par l'intermédiaire de Geschlechtsteil.

## Performances scéniques
- La mise en scène de cette chanson lors des concerts est particulière : Till Lindemann, le chanteur du groupe, est déguisé en boucher, le visage maculé de sang. Il arrive avec une grande marmite et commence à chanter dans un micro prolongé d'un couteau. On voit alors le claviériste du groupe, Flake Lorenz, sortir la tête de la marmite. Vers la fin de la chanson, Till Lindemann allume la marmite plusieurs fois à l'aide d'un lance-flammes, puis Flake Lorenz sort de cette marmite, portant sur son costume des pétards qui explosent : il se met alors à courir sur scène, poursuivi par Till.
- Lors du MIG (Made in Germany) Tour, Till Lindemann, après avoir enflammé le chaudron à quatre reprises, constate que Flake n'est pas « cuit ». C'est avec une mine déçue, qu'il s'en va chercher un lance flammes d'une double envergure, laissant échapper des flammes plus importantes et faisant exploser des feux placés sous la marmite.

## Classements hebdomadaires
| Classement (2004)                      | Meilleure place |
| -------------------------------------- | --------------- |
| Allemagne (GfK Entertainment)          | 2               |
| Autriche (Ö3 Austria Top 40)           | 6               |
| Belgique (Flandre Ultratop 50 Singles) | 40              |
| Danemark (Tracklisten)                 | 6               |
| Espagne (PROMUSICAE)                   | 1               |
| Finlande (Suomen virallinen lista)     | 2               |
| France (SNEP)                          | 60              |
| Italie (FIMI)                          | 44              |
| Norvège (VG-lista)                     | 11              |
| Pays-Bas (Single Top 100)              | 15              |
| Royaume-Uni (UK Singles Chart)         | 61              |
| Royaume-Uni (UK Rock Chart)            | 1               |
| Suède (Sverigetopplistan)              | 8               |
| Suisse (Schweizer Hitparade)           | 11              |